# 1354

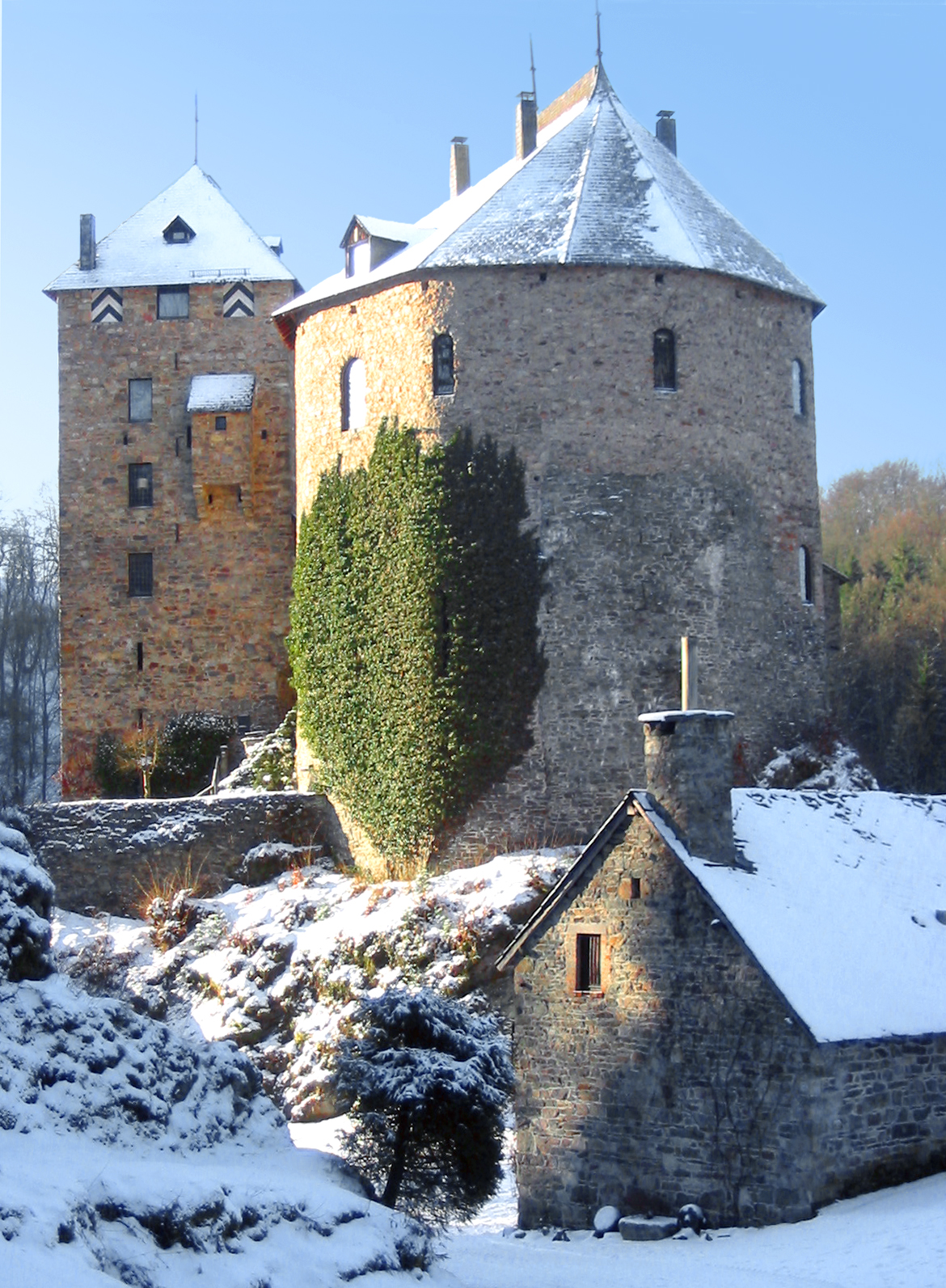
Burcht Reinhardstein, gebouwd 1354

Het jaar 1354 is het 54e jaar in de 14e eeuw volgens de christelijke jaartelling.

## Gebeurtenissen
maart
- 2 - Het Byzantijnse fort bij Gallipoli wordt getroffen door een aardbeving, waarna de Ottomanen het kunnen innemen en daarmee voor het eerst gebied in Europa in hun bezit krijgen. Zie Val van Gallipoli:
- 13 - De Brabantse erfdochter Johanna huwt met Wenceslaus I van Luxemburg, halfbroer van keizer Karel IV van Duitsland.

september
- 11 - Marino Faliero wordt gekozen tot doge van Venetië.
- 24 - De Tienstedenbond van de Elzas wordt opgericht.

oktober
- 8 - Een woedende menigte in de stad Rome overvalt de nieuwe Pauselijke Senator Cola di Rienzo en scheurt zijn lichaam aan stukken.

zonder datum
- Verdrag van Mantes: Vredesverdrag tussen Jan II van Frankrijk en Karel II van Navarra
- Verdrag van Stralsund: De grens tussen Pommeren en Mecklenburg wordt vastgelegd.
- Luxemburg wordt verheven tot hertogdom.
- Oudst bekende vermelding van de lijkwade van Turijn.
- De Universiteit van Huesca wordt gesticht.
- Alpen ontvangt stadsrechten.
- De Maas verlegt haar loop bij Ammerzoden en loopt verder ten zuiden van het dorp langs. De oude Maasbedding vormt nu de Meersloot.

## Opvolging
- Anhalt-Bernburg - Bernhard IV opgevolgd door zijn broer Hendrik IV
- Byzantijnse Rijk - Johannes VI Kantakouzenos opgevolgd door Johannes V Palaiologos
- patriarch van Constantinopel - Callistus I opgevolgd door Filotheus Kokkinos
- Granada - Yusuf I opgevolgd door Mohammed V
- Hohenlohe-Brauneck - Godfried III opgevolgd door Godfried IV
- Holland - Margaretha II van Henegouwen opgevolgd door haar zoon Willem V
- Mamelukken (Egypte) - Salah ad-Din Salih opgevolgd door Badr ad-Din Hasan
- Manipur - Telheiba opgevolgd door Tonaaba
- Milaan - aartsbisschop Giovanni Visconti opgevolgd door zijn neven Matteo II, Galeazzo II en Bernabò Visconti
- Venetië (verkiezing 11 september) - Andrea Dandolo opgevolgd door Marino Falier

## Afbeeldingen

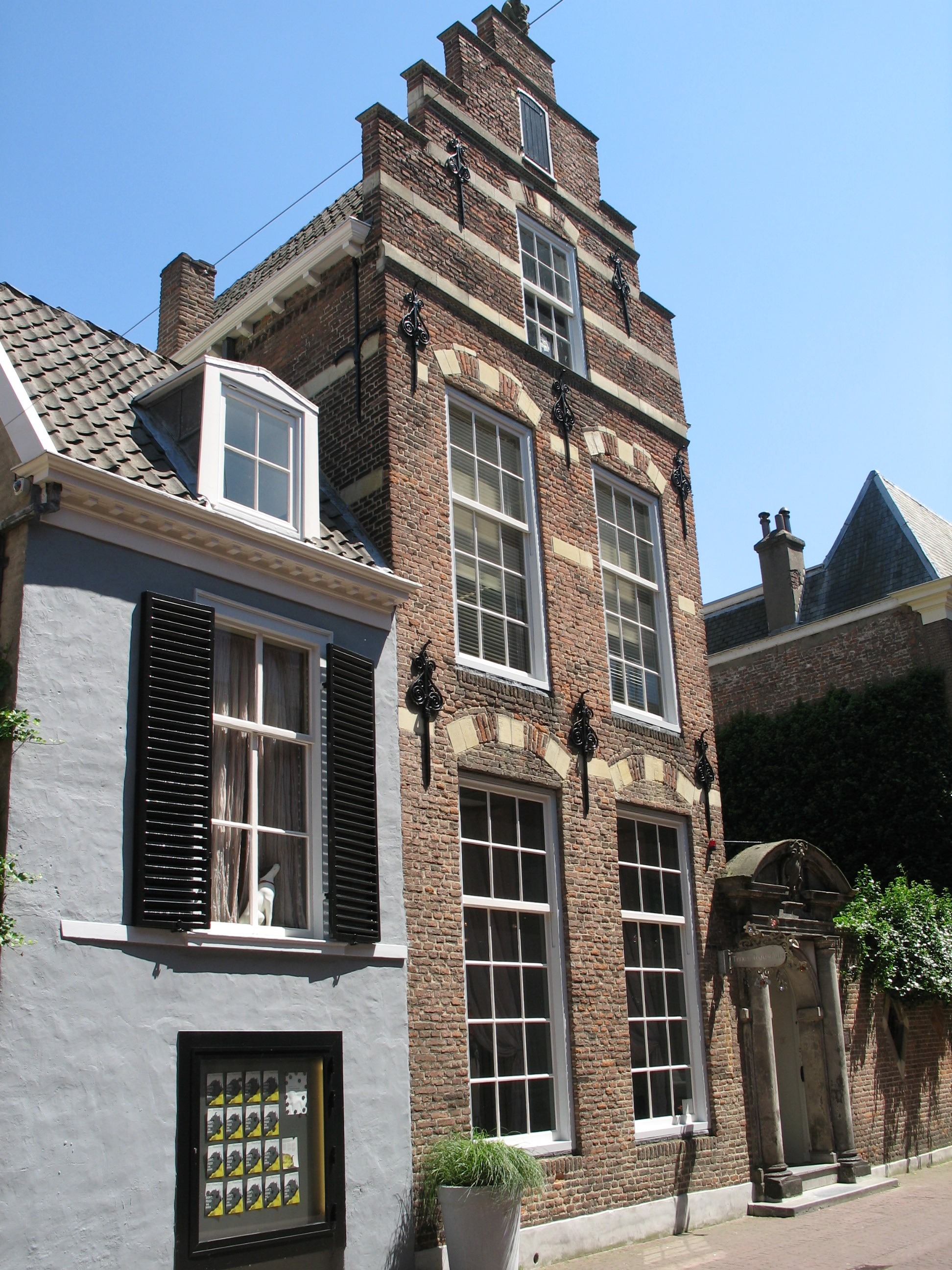
Presickhaeffs Huys, Arnhem, vermoedelijk uit 1354
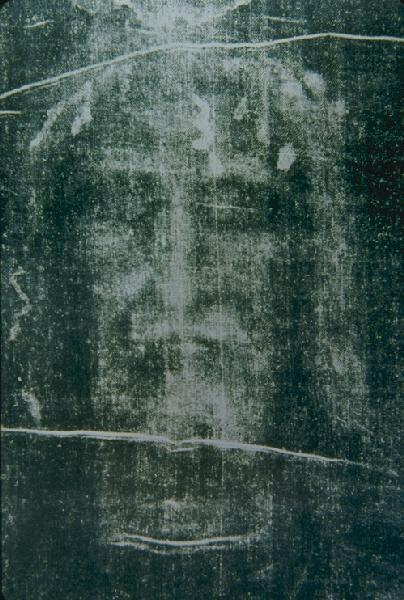
Lijkwade van Turijn (detail; negatief)
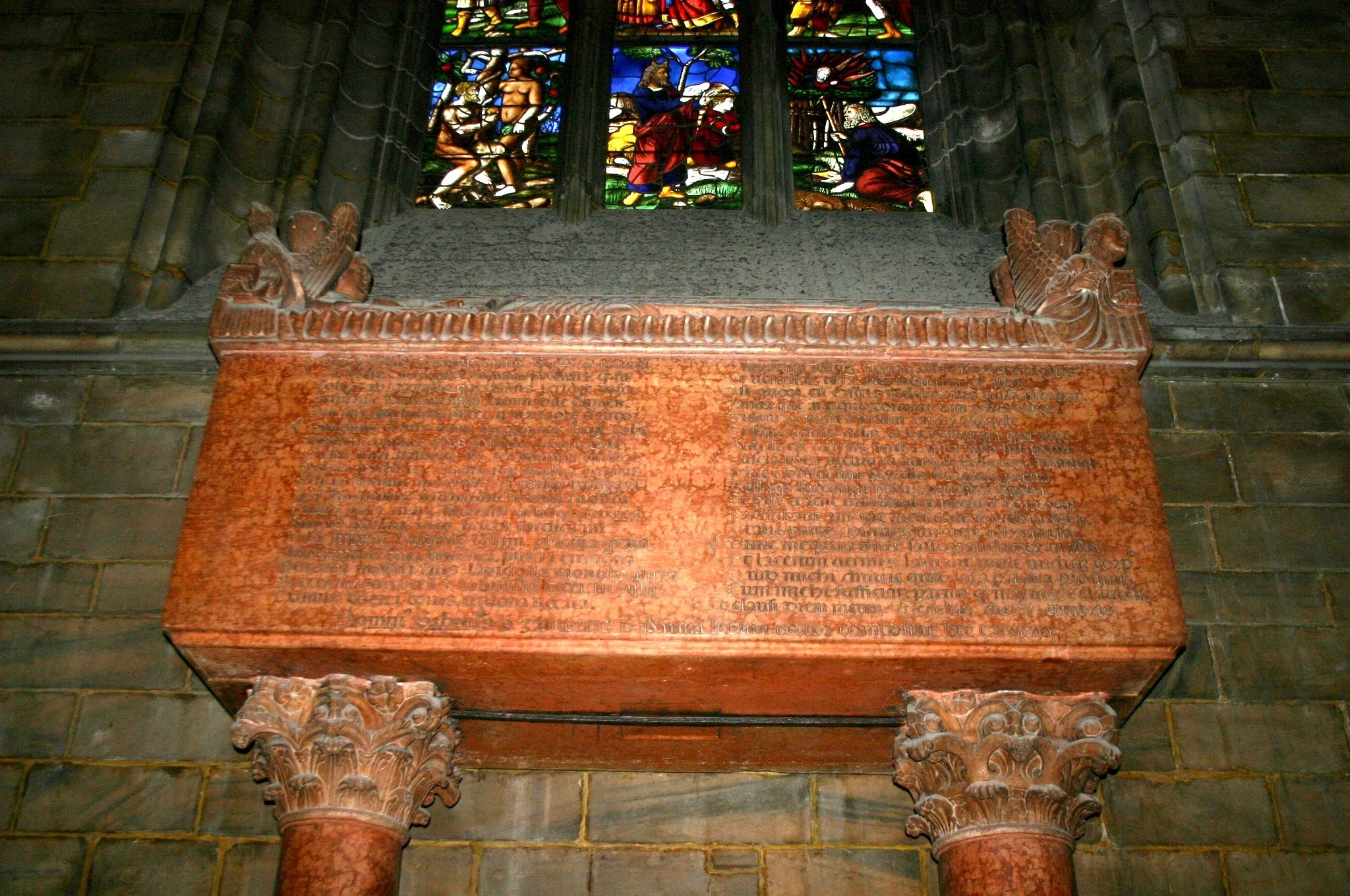
graf van Giovanni Visconti
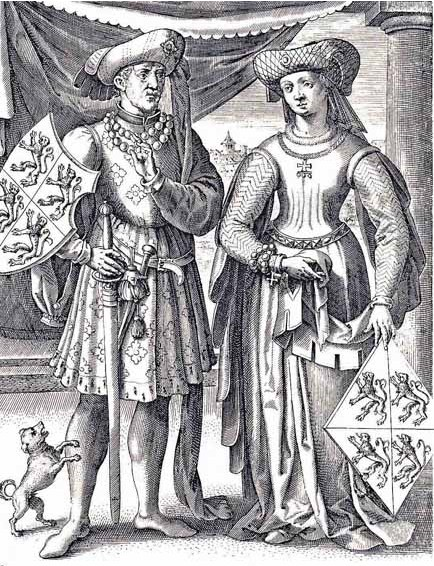
Wladislaus I van Luxemburg en Johanna van Brabant

## Geboren
- Alonso Enríquez, Castiliaans admiraal
- Constance van Castilië, Castiliaans prinses
- Erik IV van Saksen-Lauenburg, Duits edelman (jaartal bij benadering)
- Skirgaila, grootvorst van Kiev (1395-1397) (jaartal bij benadering)
- Violante Visconti, Italiaans edelvrouw (jaartal bij benadering)

## Overleden
- 8 januari - Charles de La Cerda (~27), Frans staatsman (vermoord)
- 21 januari - Boudewijn van Luxemburg (~68), aartsbisschop van Trier
- 28 juni - Bernhard IV van Anhalt, Duits edelman
- 7 september - Andrea Dandolo (~48), doge van Venetië
- 5 oktober - Giovanni Visconti (~65), aartsbisschop van Milaan
- 8 oktober - Cola di Rienzo (~41), Romeins staatsman en volksleider
- Burchard VI van Vendôme, Frans edelman
- Walram II van Ligny, Frans edelman
- Yusuf I (~36), koning van Granada (1333-1354)